# Piper falcispicum
Piper falcispicum är en pepparväxtart som beskrevs av Truman George Yuncker. Piper falcispicum ingår i släktet Piper och familjen pepparväxter. Inga underarter finns listade i Catalogue of Life.